# مارسيلا رودريغيز
مارسيلا رودريغز، ملحّنة مكسيكية، مواليد 18 نيسان (أبريل) 1951.

## سيرتها
ولدت مارسيلا رودريغز في مدينة مكسيكو. درست الإيتار والتأليف الموسيقي مع ليو بروير من كوبا. كما درست لفترة من الوقت في لندن، ثم عادت إلى المكسيك للدراسة مع خوليو استرادا وأنتونيتا لوزانو، نُفّذت أعمال رودريغيز دولياً، بما في ذلك الولايات المتحدة وفنزويلا وإسبانيا ومولدافيا واليونان. كما درّست مواد التكوين الموسيقي للأوبرا والرقص والمسرح في المكسيك وإسبانيا، وفي جامعة كولومبيا الكاثوليكية، والجامعة الكاثوليكية في واشنطن العاصمة.

## أعمالها
ألفت رودريغز موسيقى الغرفة والسيمفونيات والكونسرتوات، والأوبرا وذلك باستخدام الآلات المفردة والصوت والمسرح والرقص. ومن أعمالها المختارة:
- La Sunamita، أوبرا (1991)
- Séneca، أوبرا (1993)
- "Las Cartas de Frida" (2011)
- "Bola Negra" النص لماريو بيلاتين
- La Fábula de las Regiones
- Concierto para guitarra y orquestra
- Concierto para cello y orquestra
- 2 كونسيرت لحفلات مسجّلة وأوركسترا"
- 2 كونسيرت لبيانو وأوركسترا"
- Vértigos لأربعة قارعي طبول وأوركسترا
- "Horizonte Oaxaqueño" لباند سيمفوني وفلوت تريو

تم تسجيل موسيقاها وإصدارها على قرص مضغوط.